# Testudo marginata
A tartaruga marginata (Testudo marginata) é uma espécie de tartaruga na família Testudinidae. A espécie é endêmico da Grécia, Itália e Balcãs no Sul da Europa. É a maior tartaruga europeia. A tartaruga marginata é herbívora e hiberna durante o inverno.

## Taxonomia
A tartaruga marginata foi formalmente descrita pelo naturalista alemão Johann David Schoepff em 1789; seu epíteto específico marginata é uma derivação direta do termo latino para 'marginalizado'.
A subespécie nominotípica é a tartaruga marginata grega, Testudo marginata marginata. Três subespécies adicionais de tartarugas marginadas foram nomeadas:
A tartaruga marginal da Sardenha (T. m. Sarda) é o nome geralmente usado para separar a população na ilha de Sardenha. Essas tartarugas têm ladrilhos menos fortemente dobrados na parte posterior de suas carapaças, e a parte posterior da carapaça é quase lisa em comparação com o T. m. marginata. Claramente distinta de acordo com morfologia e inteiramente alopátrico, não pode ser distinguido por mtDNA citocromo b e análise de nDNA ISSR sequência. A classificação de linhagem não ocorreu em um grau considerável; consequentemente, a população mais isolada geograficamente da Sardenha é provavelmente de origem bastante recente.